# Demokratiedefizit
Der Begriff Demokratiedefizit, demokratisches Defizit, wie auch der Sammelbegriff demokratische Defizite, beschreibt einen vermeintlichen oder tatsächlichen Mangel an Demokratie in einer politischen Organisation, vor allem auf nationaler und supra-nationaler Ebene, wenn diese selbst den Anspruch erheben, demokratisch zu sein. Dabei geht es nicht nur um die institutionelle Ausgestaltung und die Verfahren, sondern auch um einen Abstand zwischen dem erhobenen Anspruch an Partizipation und dem tatsächlichen politischen Geschehen (vlg. auch Verfassungswirklichkeit). Mit dem Vorwurf des Demokratiedefizits ist oft auch ein Angriff auf die jeweilige Organisation verbunden, ihr fehle es an hinreichender demokratischer Legitimation. Dadurch wird Demokratiedefizit auch ein politisches Schlagwort.

## Legitimation
Vielfach wird ein Demokratiedefizit als Legitimationsdefizit verstanden. oder von „Legitimationsdefiziten“
gesprochen.
Nicht betroffen von einem Demokratiedefizit ist unter den verschiedenen Formen der Legitimation die Output-Legitimation – hoheitliches Handeln bzw. eine Rechtsordnung kann auch ohne Demokratie von den ihnen Unterworfenen als legitim empfunden werden, wenn es/sie ihnen nützt. Insofern ist Demokratiedefizit und Legitimationsdefizit nicht dasselbe.
Zudem kann ein Legitimationsdefizit gerade hinsichtlich des Outputs gesehen werden statt in einem „Demokratiedefizit“.
Jedoch besteht auch die von dem Staatsrechtler Hermann Heller (1891–1933) vertretene Auffassung „Es gibt keine andere Herrschaftslegitimation als die demokratische.“
So stellt man zum Teil fest, dass zwischen „Demokratiedefizit“ und „Legitimationsdefizit“ kein Unterschied gemacht wird. Der Rechtswissenschaftler Utz Schliesky kritisierte, dass oft „undifferenziert von Demokratie-, Legitimations- oder Legitimitätsdefizit gesprochen wird, obwohl dasselbe gemeint ist.“

## Demokratiedefizit in Deutschland
In der politischen Diskussion in der Bundesrepublik wird der Begriff hauptsächlich von Menschen verwendet, die sich mehr direkte Demokratie in Deutschland wünschen. Gemeint sind damit vor allem Volksentscheide (→Throughput-Legitimation), insbesondere auf Bundesebene. Das Defizit komme dadurch zustande, dass die politischen Parteien einen immer größeren Einfluss auf Politik und Entscheidungsfindungen ausübten und die wahlberechtigte Bevölkerung somit Einfluss auf die Gestaltung des politischen Lebens verliere. Als Lösung wird die Einführung direktdemokratischer Elemente vorgeschlagen.
Das Grundgesetz für die Bundesrepublik Deutschland regelt in Art. 20 II, dass „alle Staatsgewalt vom Volke ausgeht“ und diese durch Wahlen oder Abstimmungen ausgeübt wird; tatsächlich hat die deutsche Bevölkerung auf gesamtstaatlicher Ebene mangels direktdemokratischer Elemente jedoch relativ wenig direkte Einflussmöglichkeiten. Auf Landes- und Kommunalebene hingegen sind direktdemokratische Elemente vertreten.
Dabei bleibt umstritten, ob Volksentscheide tatsächlich „demokratischer“ sind als die Entscheidungen von Parlamenten (in einer repräsentativen Demokratie). Je nach Beantwortung dieser Frage muss also das Fehlen von Volksentscheiden kein Defizit sein. Die Einführung von Volksabstimmungen auf Bundesebene wurde 2002 vom Bundestag zwar mit den Stimmen von SPD, Bündnis 90/Die Grünen und PDS befürwortet. CDU/CSU sowie FDP sehen jedoch kein Demokratiedefizit. Der Antrag der linken Parteien fand daher nicht die notwendige Zweidrittelmehrheit.
Ein weiterer Punkt, in dem in Deutschland ein mutmaßliches Demokratiedefizit diskutiert wird, ist die Wahl des Bundespräsidenten. Die Überlegung, den Bundespräsidenten direkt vom Volk wählen zu lassen, wird immer wieder thematisiert, wurde aber (auch im Hinblick auf die Erfahrungen mit der Direktwahl des Reichspräsidenten in der Weimarer Republik) nie ernsthaft betrieben.
Manche Gewerkschaften sehen ein „Demokratiedefizit“ in den Unternehmen und fordern eine Ausweitung der Mitbestimmung. Auch innerhalb von Parteien und Gewerkschaften wird bisweilen über Demokratiedefizite gestritten, sowohl historisch als auch aktuell.

## EU
Als politisches Schlagwort wird der Begriff in Europa beispielsweise auf die Europäische Union und ihre Organe bezogen
(siehe: Demokratiedefizit der Europäischen Union), er kann aber auch auf andere supranationale Institutionen und transnationale Organisationen mit großem Einfluss und wenig Zugang für Bürger wie auf die WTO zutreffen. Laut Encyclopædia Britannica wurde (im Jahr 2019) der entsprechende englische Terminus democratic deficit, obwohl beliebige demokratische Systeme betroffen sein können, am häufigsten im Zusammenhang supranationaler Institutionen und insbesondere der Europäischen Union gebraucht.
Die Jungen Europäischen Föderalisten nehmen für sich in Anspruch, 1977 mit dem Titel The Democratic Deficit des ersten Kapitels ihres Manifests den ersten Beleg geliefert zu haben.
Darin wurde mangelnder Einfluss der Bürger auf Entscheidungen – innerstaatlich – von und – auf der Ebene der damaligen Europäischen Gemeinschaften – durch Regierungen, verursacht durch den „hohen Industrialisierungsgrad der westeuropäischen Gesellschaften“ und die politische und wirtschaftliche Interdependenz, beklagt. Die letzteren Bedingungen machten eine Übertragung von Hoheitsrechten (Souveränität) von Einzelstaaten auf gemeinsame Organisationen erforderlich, und gerade dadurch entsteht die Gefahr eines Demokratiedefizits internationaler Politik.
Die nationalen Parlamente können Beschlüsse im internationalen Mehrebenensystem und übernationale Entscheidungsträger nicht im selben Maße beeinflussen/kontrollieren wie nationalstaatliche Entscheidungen bzw. Regierungen (Entparlamentarisierung).
In der Zusammensetzung des Europäischen Parlaments – als „Ersatz“ – ist etwa das demokratische Prinzip der Wahlgleichheit zugunsten des völkerrechtlichen Prinzips der Staatengleichheit eingeschränkt.

## WTO und andere internationale Organisationen
Im Falle der WTO wurde ein Demokratiedefizit auch in fehlenden Ressourcen einzelner Staaten gesehen, um an Entscheidungen mitzuwirken. Siehe auch Global Governance.

## Südkorea
In Südkorea wird es als Demokratiedefizit gesehen, dass im Kriegsfall der amtierende US-Präsident Oberbefehlshaber des südkoreanischen Militärs ist. In Zeiten einer Waffenruhe hat Südkorea die operative Kontrolle, aber im Kriegsfall wird diese an die USA übergeben. Südkoreaner können jedoch nicht an den US-amerikanischen Präsidentschaftswahlen teilnehmen und haben damit keinen Einfluss darauf, wer Oberbefehlshaber wird.